# Bighouse

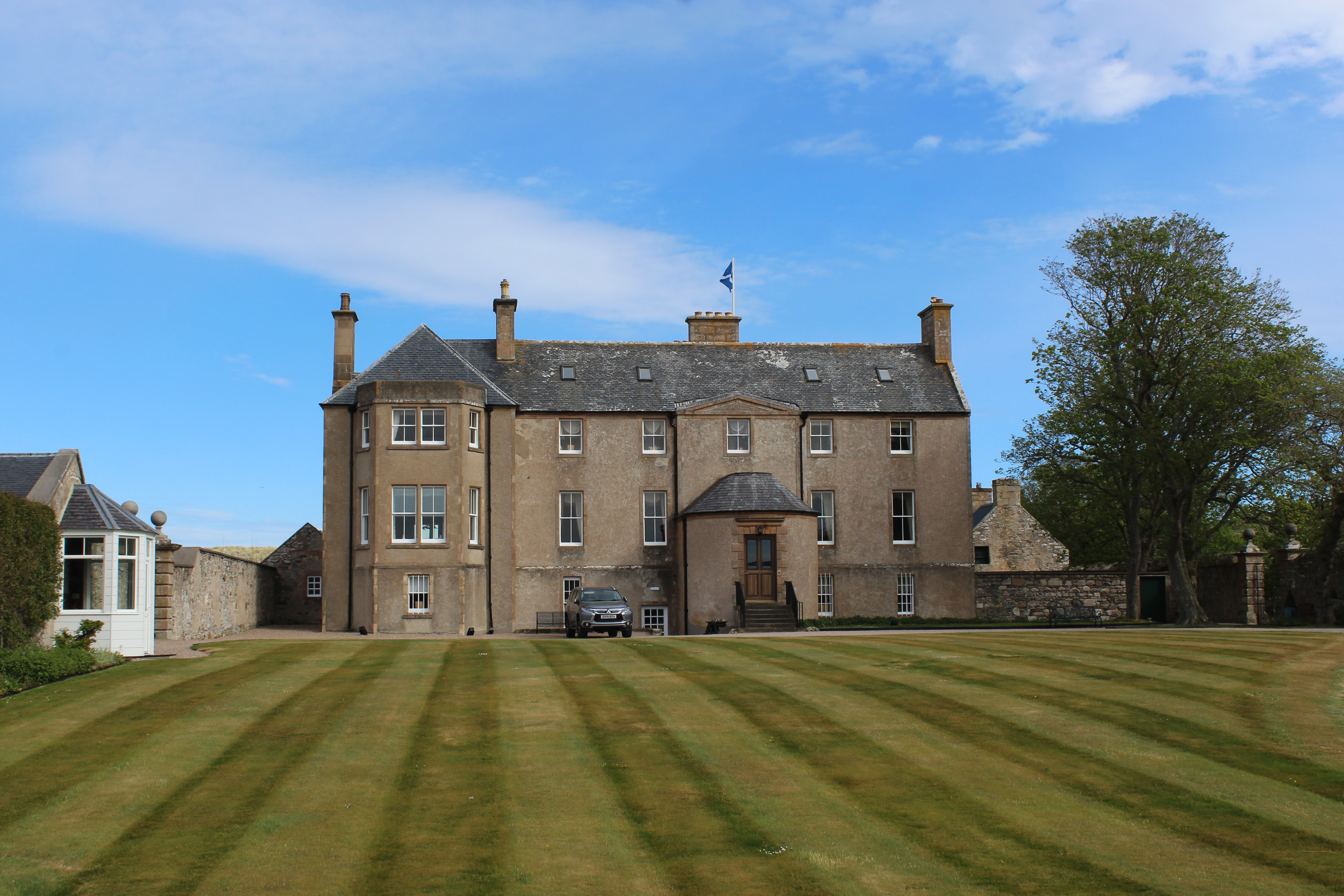
Bighouse

Bighouse ist ein Herrenhaus nahe der schottischen Ortschaft Melvich in der Council Area Highland. 1977 wurde das Bauwerk in die schottischen Denkmallisten in der Denkmalkategorie B aufgenommen. Das zugehörige Eishaus sowie der als „The Barracks“ bezeichnete Wohnkomplex sind ebenfalls separat als Kategorie-B-Bauwerke klassifiziert. Der Gutshof ist als Kategorie-C-Denkmal eingestuft. Die Gärten sind separat als Denkmal der höchsten Kategorie A klassifiziert.

## Geschichte
Bighouse wurde vermutlich um 1765 errichtet. Weiter gefasst kann der Bauzeitraum auf die frühe zweite Hälfte des 18. Jahrhunderts eingegrenzt werden. Dies steht im Einklang mit der Aussage des Gemeindepfarrers von Reay, Alexander Pope, der 1774 von einem „modernen Gebäude“ sprach. Bauherr war der Clanzweig der Mackays of Bighouse, die zeitweise auch den Clan Chief stellten. 1829 sah sich der Clan gezwungen seine Besitztümer an den benachbarten Clan Sutherland zu veräußern. Im frühen bis mittleren 19. Jahrhundert wurde Bighouse erweitert und um 1900 der Westflügel ergänzt. Im Laufe des 20. Jahrhunderts wechselten die Eigentümer mehrfach. 2001 wurde das Herrenhaus restauriert und wird seitdem als Hotel genutzt. Bei der Eröffnungszeremonie war Jim Wallace, stellvertretender Erster Minister, anwesend. Die Restaurierungskosten beliefen sich auf rund 300.000 £.

## Beschreibung
Bighouse steht am rechten Ufer des Halladale Rivers wenige Meter vor dessen Mündung in die Melvich Bay. Das zweigeschossige Herrenhaus ist nüchtern ausgestaltet. Seine Fassaden sind mit Harl verputzt, wobei Natursteindetails abgesetzt sind. Die Hauptfassade von Bighouse ist fünf Achsen weit. Das Hauptportal befindet sich am leicht hervortretenden Mittelrisalit, der mit einem Dreiecksgiebel schließt. Das ursprüngliche Portal mit gotischem Kämpferfenster ist von einem neueren gerundeten Vorbau mit Plattformdach verdeckt. Am links heraustretenden Kreuzgiebel ist eine abgekantete Auslucht über die gesamte Fassadenhöhe geführt. Rückwärtig gehen zwei geschlossen gebaute Flügel mit Satteldächern ab, von denen der westliche vermutlich älteren Datums ist. Während im Erdgeschoss hohe Fenster eingelassen wurden, sind die durch ein Zierband verbundenen Fenster des Obergeschosses kleiner dimensioniert. An der Auslucht sind sie zu Zwillingen gekuppelt. Die Sprossenfenster entlang der rückwärtigen Fassade sind kleinteiliger als jener der Hauptfassade. Die Dächer sind mit Schiefer eingedeckt.

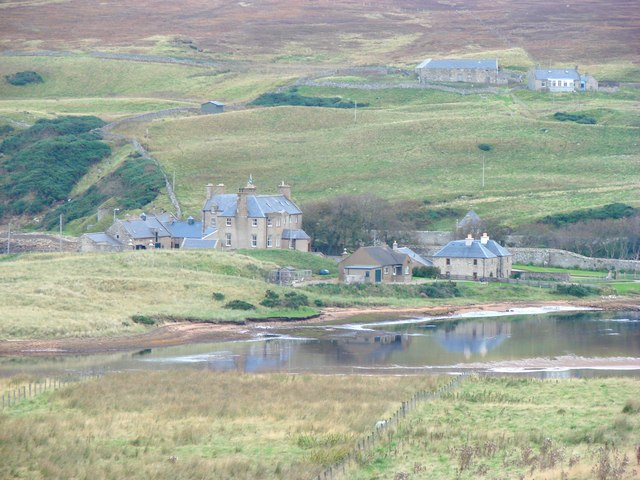
Panorama des Anwesens

## Außenbauwerke

### Eishaus
Das Eishaus ist in die steile Uferböschung des Halladale River gebaut. Es steht rund 150 Meter nordöstlich des Herrenhauses. Das im frühen 19. Jahrhundert errichtete Eishaus ist von ungewöhnlicher zylindrischer Form. Sein Mauerwerk besteht aus Bruchstein. Seine Eingangstüre am gerundeten Sockel ist nach Norden dem Fluss zugewandt. Die Rückseite ist mit einer Eisschütte ausgestattet. Der Innenraum mit Steinboden ist konisch ausgeführt.

### The Barracks
Das Gebäude steht südwestlich von Bighouse. Es wurde im Jahre 1738 errichtet, ist also älter als das Herrenhaus selbst. Ungleich den meisten Highland-Clans unterstützten die Mackays nicht die jakobitischen Thronprätendenten. Während des Zweiten Jakobitenaufstands 1745 beherbergte es vermutlich Regierungstruppen. Das zweigeschossige Gebäude weist einen U-förmigen Grundriss auf. Sein Bruchsteinmauerwerk ist mit Harl verputzt. Seine südexponierte Hauptfassade ist drei Achsen weit. Es sind vier- bis zwölfteilige Sprossenfenster eingesetzt. Die Fenster des Obergeschosses sind ornamentiert gefasst. Der First des schiefergedeckten Walmdaches ist mit Steinplatten eingedeckt.

### Gutshof
Der Gutshof steht Bighouse im Norden gegenüber. Er stammt aus dem späteren 19. Jahrhundert. Der eingeschossige Komplex weist grob einen U-förmigen Grundriss auf. Die nach Süden weisende Öffnung wurde später durch eine gerundete Bruchsteinmauer geschlossen. Die Torbögen des Gutshofes sind teils mit Mauerwerk verschlossen. Sein Dach ist schiefergedeckt.

### Gärten
Eine hohe Bruchsteinmauer umfriedet die östlich des Herrenhauses gelegenen Gärten. Die Hauptpforte in der Mitte der Westflanke ist mit Torpfeilern ausgeführt, die mit ihrem Gesims und der abschließenden Kappe stilistisch dem mittleren 18. Jahrhundert zuzuordnen sind. Das zweiflüglige Tor ist gusseisern. Auf der gegenüberliegenden Gartenseite ist ein zweigeschossiger Pavillon in die Umfriedungsmauer integriert. Seine westexponierte Hauptfassade ist drei Achsen weit. Das Mauerwerk besteht aus Bruchstein mit Harl-verputzten Fassaden. Es sind neun- bis zwölfteilige Sprossenfenster eingesetzt. Auf dem abschließenden schiefergedeckten Pyramidendach sitzt eine Wetterfahne in Form eines Lachses auf.